# Игличасто ковиље
Игличасто, или брдско ковиље (лат. Stipa lessingiana) је Евроазијска врста трава (Poaceae) која настањује суве пашњаке и камењаре степског и субмедитеранског карактера, од источне Европе до Кавказа, Крима, Азербајџанa, Арменијe, Јерменије, Даурије, Монголије, западне Кине. Ареал према југу обухвата Малу Азију (северни Иран), а према истоку планинске регионе средње Азије.
У Европи овог ковиља има у Румунији (Ердељ – најзападнија граница ареала), Бугарској, Грчкој, Молдавији, Украјини, Русији и Турској.

## Опис биљке
Игличасто ковиље је вишегодишња густо бусенаста биљка висока 25–70 cm. Стабљика је усправна, гола. Листови су кончасто узани, уврнути, пречника 0,3-0,6 mm, грубо длакави и жлебасти. Лисни рукавац је дужи од интернодија. Лигула је закржљала. Цваст 6–20 cm дуга, збијена и уска, лабава метлица. Плеве су дугуљасто заоштрене, извучене у дугу ос – осје дуго 13–26 cm, два пута коленасто повијено, до другог коленца голо и глатко, а изнад густо покривено длачицама дугим 3 mm, док је при крају перасто.
Цвета у мају–јуну.

## Станиште
Игличасто ковиље расте на термофилним ливадама, а преферира јужне и југозападне експозиције падина и лесну подлогу. Воли земљишта са довољним садржајем креча (oблигатни калцифил). На погодним стаништима унутар ареала понекад образује густе састојине (ass. Stipion lessingianae).
Биљка је понтско-медитерански флорни елемент.

## Привредни значај
Игличасто ковиље није значајно као крмна биљка, стока може да га једе само до класања. Сено није обимно и мале је вредности. Међутим, због лошег квалитета земљишта на којем расте, ова врста може послужити као додатни извор сточне хране, при умереној испаши (у случају претеране испаше нестаје са станишта).
Због декоративности у употреби је као украсна биљка, са култиварима у хортикултури.
Иако је доста толерантна и глобално неугрожена врста строго је заштићена у Русији и Украјини, и то због сталног смањења површина под пашњацима, због улоге у заштити падина од ерозије и због значаја у пределу (одређује физиономију аутентичног При-црноморског крајолика).
| Врсте рода Stipa – ковиље |  |
| · S. aristella · S. balcanica · S. borysthenica · S. bromoides · S. capillata · S. dasyphylla · S. eriocaulis · S. lessingiana · S. pennata · S. pulcherrima · S. tirsa · |  |
| --- |  |